# エクスパンション・ドラフト
エクスパンション・ドラフト (expansion draft) または拡張ドラフトは、プロスポーツにおいて、球団増設が行われた場合、新規参入チームにおける戦力確保のために行う既存チーム所属選手の分配システムである。「ドラフト」と付くものの、いわゆるドラフト会議（新人選択会議）とは異なる。
分配ドラフトと称される場合もあるが、日本においては球団数の拡張を伴わないケース（例として、日本プロ野球におけるプロ野球再編問題 (2004年)）でもこの用語が使用されるため、必ずしもエクスパンション・ドラフトと同義ではない。

## 日本でのドラフト
日本では、bjリーグや四国アイランドリーグ（現・四国アイランドリーグplus）、ベースボール・チャレンジ・リーグで、チーム数増加に伴い行われている。

### bjリーグ
- まず、既存球団はプロテクトする選手を選定し、リストを提出する。
  - 外国人選手（外国籍かつ外国在住者）、アーリーエントリー適用選手及びFA権を行使する選手はエクスパンション・ドラフトの対象外であり、プロテクトも不可。
  - プロテクトされた選手については、所属球団とA契約を結ばなければならない（トレードによる仮保有権の譲渡は可）。また、基準値（2006年は共通で3名。2007年以降はプレイオフ出場回数に応じて決められる。）を超えてプロテクトした球団は、ドラフト会議において超過した人数分指名巡が後になる。2012年からはドラフトの制度が変更されたのに伴い、各球団ともプロテクトは3名までとなった。
- 次に、ドラフト会議と合わせてエクスパンション・ドラフトが行われ、新規参入球団がプロテクトされなかった対象選手から指名する。指名順は抽選で決定する。2012年からは各球団の指名は3名までとなった。
- 新規参入球団に指名されなかった選手については、元の球団が1週間以内に仮保有権を保持するかどうかを判断し、リストとして提出。保持されない場合は他球団との交渉が可能になる。
- 既存球団の解散・休止・他連盟転籍があった場合、当該球団の選手は当初エクスパンション・ドラフトの対象となっていたが、2013年からはFA扱いとなるため除外。

#### 2006年
2006年は富山グラウジーズと高松ファイブアローズの2球団が加盟したが、両球団ともエクスパンション・ドラフトでは1人も指名しなかった。
なお、エクスパンション・ドラフトではないものの、大阪エヴェッサのプロテクトから外れた竹田智史が高松に移籍した。

#### 2007年
2007年はライジング福岡と琉球ゴールデンキングス（以下沖縄）の2球団が加盟。福岡は高松のディアン・ティエルノ・セイデゥ・ヌロ（契約には至らず）と富山の陰承民を指名。沖縄は1人も指名しなかった。
福岡はさらに母体クラブである福岡BBボーイズの川面剛とプロテクト契約を交わした。

#### 2008年
2008年は浜松・東三河フェニックスと滋賀レイクスターズの2球団が加盟。JBLから転籍した浜松はエクスパンション・ドラフトでは1人も指名せず6人をプロテクト。滋賀は新潟アルビレックスBBの藤原隆充、大阪の佐藤浩貴、富山の小川伸也を指名した。

#### 2009年
2009年は京都ハンナリーズ1球団のみ加盟。沖縄の澤岻直人と東京アパッチの岩佐潤を指名した。

#### 2010年
2010年は秋田ノーザンハピネッツ、島根スサノオマジック、宮崎シャイニングサンズの3球団が加盟。秋田は大阪の仲西淳と新潟の水町亮介、島根は東京アパッチの仲西翔自、宮崎は滋賀の小島佑太を指名。

#### 2011年
2011年は岩手ビッグブルズ、千葉ジェッツ、横浜ビー・コルセアーズ、信州ブレイブウォリアーズ（以下長野）の4球団が加盟。岩手は東京の板倉令奈、千葉は大分ヒートデビルズの佐藤博紀と東京の田中健介、長野は新潟の齋藤崇人をそれぞれ指名。横浜は一人も指名しなかった。

#### 2012年
2012年は群馬クレインサンダーズと東京サンレーヴスの2球団が加盟。群馬は浜松の友利健哉と高松の堤啓士朗、東京は宮崎の伊藤拓郎、大阪の高田紘久、富山の加藤真をそれぞれ指名した。

#### 2013年
2013年は青森ワッツとバンビシャス奈良の2球団が加盟。青森は仙台の高岡大輔と岩手の澤口誠、奈良は埼玉の山城拓馬と滋賀の本多純平をそれぞれ指名した。

### 四国アイランドリーグ
2008年から福岡レッドワーブラーズと長崎セインツが加入するのに際して、2007年11月1日に「分配ドラフト」を実施し、福岡は西村悟（徳島）ら10人、長崎は7人を指名した。なお、この両球団はいずれもその後活動を休止したためその際に救済ドラフトが実施されており、角野雅俊（徳島→福岡）と國信貴裕（高知→福岡）はエクスパンション・ドラフトと救済ドラフトの両方で指名を受けている。

### ベースボール・チャレンジ・リーグ
2014年・2016年・2018年・2019年・2024年の5回実施されており、地元出身者を対象とする「地元移籍枠」とそれ以外の「分配ドラフト指名」がある。

#### 2014年
2015年から福島ホープスと武蔵ヒートベアーズが加入するのに際して2014年10月24日に実施し、福島は分配ドラフト指名のみで7人、武蔵は地元移籍枠で矢島陽平（福井）ら3人と分配ドラフト指名で小林大誠（富山）ら3人の合計6人を指名した。

#### 2016年
2017年から栃木ゴールデンブレーブスと滋賀ユナイテッドベースボールクラブが加入するのに際して2016年10月21日に実施し、栃木は分配ドラフト指名のみで吉田えり（石川）ら5人、滋賀は地元枠移籍のみで西野颯（信濃）1人をそれぞれ指名した。

#### 2018年
2019年から茨城アストロプラネッツが加入するのに際して、2018年10月30日に実施され、地元枠ではすでに選手兼任コーチの就任が発表されていた小野瀬将紀（福井）を含め3人、分配ドラフトで2人を指名した。

#### 2019年
2020年から神奈川フューチャードリームスが加入するのに際して、2019年10月22日に実施され、地元枠は6人、分配ドラフトで3人が指名された（そのほか、ドラフト外での移籍者4人も決定）。

#### 2024年
2025年から山梨ファイアーウィンズが加入するのに際して、2024年10月29日に実施されたが、地元枠・分配ドラフト指名ともに該当者はなかった。

## アメリカ(及びカナダ)でのドラフト

### MLB
- 1960年12月14日 - ロサンゼルス・エンゼルス、ワシントン・セネタースの加入による。
- 1961年10月10日 - ヒューストン・コルト45's、ニューヨーク・メッツ加入による。
- 1968年10月14日から15日 - モントリオール・エクスポズ、サンディエゴ・パドレス、カンザスシティ・ロイヤルズ、シアトル・パイロッツの加入による。
- 1976年11月5日 - トロント・ブルージェイズ、シアトル・マリナーズの加入による。
- 1992年11月17日 - コロラド・ロッキーズ、フロリダ・マーリンズの加入による。
- 1997年11月18日 - タンパベイ・デビルレイズ、アリゾナ・ダイヤモンドバックスの加入による。

### NBA
- 1961年 - シカゴ・パッカーズの加入による。
- 1966年4月30日 - シカゴ・ブルズの加入による。
- 1967年5月1日 - サンディエゴ・ロケッツ、シアトル・スーパーソニックスの加入による。
- 1968年5月6日 - ミルウォーキー・バックス、フェニックス・サンズの加入による。
- 1970年 - バッファロー・ブレーブズ、クリーブランド・キャバリアーズ、ポートランド・トレイルブレイザーズの加入による。
- 1974年5月20日 - ニューオーリンズ・ジャズの加入による。
- 1980年5月28日 - ダラス・マーベリックスの加入による。
- 1988年6月23日 - マイアミ・ヒート、シャーロット・ホーネッツ（初代）の加入による。
- 1989年6月15日 - ミネソタ・ティンバーウルブズ、オーランド・マジックの加入による。
- 1995年6月24日 - トロント・ラプターズ、バンクーバー・グリズリーズの加入による。
- 2004年6月22日 - シャーロット・ボブキャッツの加入による。

### NFL
- 1960年3月13日 - ダラス・カウボーイズの加入による。
- 1960年12月4日 - ミネソタ・バイキングスの加入による。
- 1966年2月15日 - アトランタ・ファルコンズの加入による。
- 1967年 - ニューオーリンズ・セインツの加入による。
- 1976年5月30日から31日 - シアトル・シーホークス、タンパベイ・バッカニアーズの加入による。
- 1995年2月15日 - カロライナ・パンサーズ、ジャクソンビル・ジャガーズの加入による。
- 1999年2月9日 - クリーブランド・ブラウンズの再加入による。
- 2002年2月18日 - ヒューストン・テキサンズの加入による。

### NHL
- 1967年6月6日 - ロサンゼルス・キングス、ミネソタ・ノーススターズ、オークランド・シールズ、フィラデルフィア・フライヤーズ、ピッツバーグ・ペンギンズ、セントルイス・ブルースの加入による。
- 1970年6月9日 - バッファロー・セイバーズ、バンクーバー・カナックスの加入による。
- 1972年6月6日 - ニューヨーク・アイランダーズ、アトランタ・フレームスの加入による。
- 1974年6月12日 - カンザスシティ・スカウツ、ワシントン・キャピタルズの加入による。
- 1979年6月13日 - エドモントン・オイラーズ、ハートフォード・ホエーラーズ、ケベック・ノルディックス、ウィニペグ・ジェッツの加入による。
- 1991年5月30日 - サンノゼ・シャークスの加入による。
- 1992年6月18日 - オタワ・セネターズ、タンパベイ・ライトニングの加入による。
- 1993年6月24日 - フロリダ・パンサーズ、マイティダックス・オブ・アナハイムの加入による。
- 1998年6月26日 - ナッシュビル・プレデターズの加入による。
- 1999年6月25日 - アトランタ・スラッシャーズの加入による。
- 2000年6月23日 - コロンバス・ブルージャケッツ、ミネソタ・ワイルドの加入による。
- 2017年6月21日 - ベガス・ゴールデンナイツの加入による。
- 2021年7月21日 - シアトル・クラーケンの加入による。

### MLS
- 1997年11月6日 - シカゴ・ファイアー、マイアミ・フュージョン
- 2004年11月19日 - クラブ・デポルティボ・チーヴァス・USA、レアル・ソルトレイクの加入による。
- 2006年11月17日 - トロントFCの加入による。
- 2007年11月21日 - サンノゼ・アースクエイクスの加入による。
- 2008年11月26日 - シアトル・サウンダースFCの加入による。
- 2009年11月25日 - フィラデルフィア・ユニオンの加入による[9]。
- 2010年11月24日 - バンクーバー・ホワイトキャップス、ポートランド・ティンバーズの加入による。
- 2011年11月23日 - モントリオール・インパクトの加入による。
- 2014年12月10日 - ニューヨーク・シティFC、オーランド・シティSCの加入による。
- 2016年12月13日 - アトランタ・ユナイテッドFC、ミネソタ・ユナイテッドFCの加入による[10]。
- 2017年12月12日 - ロサンゼルスFCの加入による[11]。
- 2018年12月11日 - FCシンシナティの加入による[12]。
- 2019年11月19日 - インテル・マイアミCF、ナッシュビルSCの加入による[13]。
- 2020年12月15日 - オースティンFCの加入による[14]。
- 2021年12月14日 - シャーロットFCの加入による[15]。

## 韓国でのドラフト

### KBO
- 2012年11月15日 - NCダイノスの加入による。

移籍選手は高昌成、趙煐勲、牟昌民、金泰君、李太陽、金宗鎬、李承浩、宋臣永。
- 2014年11月28日 - KTウィズの加入による。

移籍選手は鄭大鉉、李大炯、金相賢、裵秉玉、張施晥、鄭炫、龍德韓、尹根永、李星民。